# Памятный знак УПА в Харькове
Памятный знак УПА в Харькове — памятный знак в честь участников Украинской повстанческой армии, установленный Харьковской областной (краевой) организацией Народного Руха Украины в 1992 году с разрешения Харьковского городского совета. Располагается в Молодёжном парке города.

## История
Построен в 1992 году
Ночью 20 декабря 2006 года памятный знак был повален неизвестными, ответственность за что взял на себя Евразийский союз молодежи, при помощи экскаватора выкопана яма, куда был сброшен камень. Почти сразу же восстановлен.
В 2008 году городской голова Харькова Михаил Добкин предлагал «обменять» харьковский камень в честь УПА на постамент памятника Ленину в Ивано-Франковске, в конце 2009 года согласился оставить памятник на своём месте ради «сохранения политического спокойствия в регионе».
В апреле 2013 года памятный знак был снесён неизвестными, вместо него был установлен памятный крест, спиленный неизвестными в ночь на 6 февраля 2014 года. Новый временный памятный знак в виде таблички установлен весной 2014 года. В ночь на 9 декабря 2014 года он был повреждён взрывом, совершённым неизвестными, восстановлен 14 декабря. 
В ночь на 14 октября 2017 памятник был облит красной краской, тоже самое повторилось в ночь на 14 марта 2018 года, коли пам'ятний знак невідомі обливали червоною фарбою. В ночь на 13 апреля 2018 памятник был покрашен в цвета флага Польши. Ночью 8 апреля 2019 года он был засыпан строительным мусором. 
Памятный камень восстановлен 25 декабря 2021 года.
Памятный знак является традиционным местом проведения патриотических мероприятий по случаю знаменательных событий.